# Albertshofen (Moorenweis)
Albertshofen ist ein Gemeindeteil von Moorenweis im oberbayerischen Landkreis Fürstenfeldbruck. Das Dorf liegt circa eineinhalb Kilometer nördlich von Moorenweis. 

## Baudenkmäler
Siehe auch: Liste der Baudenkmäler in Albertshofen
- Katholische Filialkirche St. Lorenz

## Bodendenkmäler
Siehe: Liste der Bodendenkmäler in Moorenweis